# ラ・トゥーレット修道院
座標: 北緯45度49分09秒 東経04度37分20秒 / 北緯45.81917度 東経4.62222度
ラ・トゥーレット修道院（ラ・トゥーレットしゅうどういん、仏: Couvent de la Tourette）は、フランスのリヨン郊外にある、ル・コルビュジエが設計したカトリック ドミニコ会の修道院。聖母マリアを称えて献堂されCouvent Sainte-Marie de La Touretteとも称される。

## 概要
1953年に設計が開始され、1956年着工、1960年竣工。
ロンシャンの礼拝堂とならび、ル・コルビュジエ後期の代表的作品といわれ、また建築思潮の上でも後期モダニズムの重要な一作品として位置づけられる。
ロンシャンの自由な曲線を使って丘の頂上に外観を際立たせた造形とは対比的に、丘の斜面に沿うように建つ外観はむしろ禁欲的で垂直と水平の直線だけの矩形としてデザインされており、斜面の力を顕在化させた力強い建築として構成されている。
建築と数学とを学び、後に現代音楽の作曲家として名を挙げたヤニス・クセナキスがル・コルビュジエの弟子として設計に参画している。
現在では修道会と公共のためのカンファレンス・センターとして活用されている。
2016年7月、ル・コルビュジエの他の16の作品とともに、近代建築の発展を示す優れた証拠として、ユネスコの世界遺産に登録された。

## 建築

### 外観
修道院は4つの矩形の建物で構成されており、中央には、四方を建物に囲まれた空間が存在する。丘の端に位置するコンパクトな矩形の建物に聖堂と十字架が収められ、ル・コルビュジエが考案したピロティで持ち上げられた他の3つの棟は、生活空間と修道院のその他すべての機能を持つ。その構造から、批評家によって駐車場と比較されてきた。屋上テラスは1981年に復元された。

### 内部
修道院は、ドミニコ会の修道士見習いと教師のための100の寝室、自習室、参事会室、娯楽室、食堂、図書室、教会を備えるべく設計された。最下層には食堂と十字の形をしたペリスタイルがあり、傾斜をもって教会に通じている。勉強、参事、娯楽、図書館のホールは上の階にあり、修道士の僧房（独房、セル）は一番上の階にある。この個室にはコルビュジエが提唱したモデュロールが適用されており、ベッド、トイレエリア、机、広い風景に面したロッジアがある。

### パティオ
4つの棟の間にあるオープンスペースは一般的なパティオではない。2つの垂直な廊下が合流することで4つのパートに分かれている。4つのパートにはそれぞれ異なる幾何学的な形が内包されている。

### 構造
建物の構造は鉄筋コンクリート造で、コルビュジエが1914年に提唱した架構形式のドミノシステムを採用している。ヤニス・クセナキスが設計した4つの外面のうち3つに、起伏のあるガラス面(波動式ガラス壁, パン・ド・ヴェール・オンデュラトワール, pans de verre ondulatoires)がある。
ル・コルビュジエが命名した「ブリーズ･ソレイユ（日除け格子）」が採用されている。

### 光の活用
自然の風景から聖域の内部へと徐々に進む道筋は、自然光の眺めというより図像的な表現がなく、同時に視覚的な現象を「外」から「内」へと連続的に取り除いている。複雑な風景は単純な幾何学的形状に還元され、最後には究極の光に還元される。光は空間の中を自由に動き回りながら、鑑賞者を誘い、空間を体験させる。広いパブリックスペースや長い廊下に入る光の量をコントロールするために、垂直に波打つガラス板が使われている。

## エピソード
1965年8月27日、コルビュジエは海水浴中の心臓発作により、ロクブリュヌ＝カップ＝マルタンで死去した。ルーヴル美術館の広場の中庭で行われる国葬のために移送される途中、遺体は31日にラ・トゥーレット修道院に立ち寄り、生前本人が遺した希望どおり教会で一晩を過ごした。ル・コルビュジエ自身は無神論者であった。1週間後の1965年9月8日、修道院は歴史的記念物の目録に掲載された。

## 現在
修道院として機能しているが、修道士の数が減ったため、ロンシャンのように建築を学ぶ学生の巡礼地のようなものになっている。小修道院では、未使用の個室に一晩滞在できる。部屋の料金は修道院の維持費に充てられる。毎年、文化プログラム「Les Rencontres de La Tourette」と、毎年秋に現代美術展を開催している。

## 所在地
- BP105 Eveux, 69591 L'Arbresle cedex
- アクセス：リヨン市街中心部より西北西に直線距離約15km。
市街からは国道N7号（リヨン・パリ道路）でラルブレル（L'Arbresle）経由で約25km。あるいは、リヨン中央駅から地方鉄道でラルブレル下車、エヴー（Éveux）経由で約1.5km。